# 鄖國
郧国（最初作「國」），是春秋时期的一个诸侯国，子民以國名為氏「氏」。

## 地理位置
郧国的位置，历来有多种说法。
1. 认为古郧国地处淮汝，为姬姓“武王之穆”的小国，西周初期所封，位于今河南省宝丰县，春秋战乱纷起之际该国逐渐向南方迁移。
2. 位于湖北省十堰市郧阳区。根据：郧县有郧乡、郧亭、郧公庙、郧城等郧国遗迹。
3. 国灭后，为郧邑，后为安陆县。安陆县县治在今湖北省安陆市[2]或云梦县。根据：《括地志》、《元和郡县志》中的记载。
4. 在今湖北省仙桃市境。根据：《左传·桓公十一年》杜预注“郧国在江夏云杜县东南”。

## 历史

### 灭亡
春秋时期，郧国被楚国灭。为郧邑。文献所记郧公（郧邑县公）有鍾儀、鬬辛二人。后为安陆县。

### 杂记
- 《左传·桓公十一年》：“鄖人軍于蒲騷，將與隨、絞、州、蓼伐楚師。”参见蒲骚之战。
- 《左传·宣公五年》：楚国若敖娶鄖国妻，生鬬伯比。若敖死后，跟着他的母亲养在鄖国（䢵国），和䢵子的女儿私通，生了子文。夫人让人把子文丢在云梦泽里，有老虎给他喂奶，䢵子打猎，看到这场面，因害怕就回来了。夫人把女儿私生子的情况告诉䢵子，䢵子就让人收养了子文。楚国人把奶叫做“穀”，把老虎叫做“於菟”，所以就把这个孩子叫做鬬穀於菟。䢵子把他的女儿嫁给鬬伯比做妻子。鬬穀於菟就是令尹子文。
- 楚平王棄疾（楚共王庶出第五子）、曾娶鄖女為妻。楚平王杀了鬬成然，灭掉养氏这一家族。
- 前528年（鲁昭公十四年），楚平王让鬬辛住在郧地，以此表示不忘过去的功勋，称为郧公辛。
- 楚昭王曾经在鄖地避难。
- 《说文》：郧，汉南之国也。